# Ковалёв, Сергей Николаевич
Серге́й Никола́евич Ковалёв (укр. Сергій Миколайович Ковальов; род. 21 ноября 1971, Донецк) — украинский футболист, полузащитник. Выступал за сборную Украины. Был вынужден завершить карьеру в 28 лет в связи с поставленным диагнозом панкреатит.

## Карьера
Воспитанник донецкого футбола, первый тренер — Пётр Пономаренко.
За сборную Украины сыграл 10 матчей, забил 1 гол. Дебют 19 августа 1998 года в товарищеском матче со сборной Грузии, вышел на 46 минуте вместо Александра Евтушка и на 75 минуте отметился голом, матч закончился победой 4:0.
В списках 33-х лучших Украины 2 раза (1997 — № 2, 1998 — № 3)
Работал тренером академии донецкого «Шахтёра».

## Достижения
- Серебряный призёр Чемпионата Украины (4): 1997, 1998, 1999, 2000
- Обладатель Кубка Украины (3): 1995, 1997, 2001

## Тренерская карьера
Тренировал Шахтёр U-16. Летом 2015 года пришёл на смену Валерию Кривенцову в команде «Шахтёр» U-19.